# Alarije
Alarije ist eine autochthone Weißweinsorte der Extremadura im Südwesten Spaniens. Sie ist in der D.O. Ribera del Guadiana zugelassen und in der Subzone Cañamero dieser D.O. zur hauptsächlichen Verwendung empfohlen. Hauptanbaugebiete sind die Provinzen Badajoz und Cáceres. Anfang der 1990er Jahre wurde eine bestockte Rebfläche von 1093 Hektar erhoben.
Es wird von Paul Truel angenommen, dass Alarije zur Malvasia-Familie gehört.
Die Rebsorte ist relativ unempfindlich gegen Hitze und Trockenheit. Sie ergibt strohgelbe Weine, die meist mit anderen verschnitten werden.
Synonyme: Alarije Dorada, Malvasia de Rioja, Barcelonés

## Ampelographische Sortenmerkmale
In der Ampelographie wird der Habitus folgendermaßen beschrieben:
- Die Triebspitze ist offen.
- Die großen Blätter sind nahezu fünfeckig und fünflappig gebuchtet (siehe auch den Artikel Blattform). Die Stielbucht ist V-förmig offen. Das Blatt ist stumpf gezahnt.
- Die mittelgroße Traube ist dichtbeerig. Die rundlichen Beeren sind mittelgroß, angedeutet scheibenförmig und von gelblicher Farbe, die ins bernsteinfarbene übergehen kann.

Alarije ist eine Varietät der Edlen Weinrebe (Vitis vinifera). Sie besitzt zwittrige Blüten und ist somit selbstfruchtend. Beim Weinbau wird der ökonomische Nachteil vermieden, keinen Ertrag liefernde, männliche Pflanzen anbauen zu müssen.